# Wahlgrens värld
Wahlgrens värld är en svensk TV-serie som hade premiär på Kanal 5 den 6 oktober 2016. Premiäravsnittet hade 396 000 tittare. I serien får man främst följa artisten Pernilla Wahlgren och dottern Bianca Ingrosso i deras vardagsliv, medan övriga familjemedlemmar och vänner är med emellanåt.  Programmet vann Kristallen 2018 för årets TV-program. Bianca Ingrosso och Pernilla Wahlgren vann också pris för årets TV-personlighet under samma gala.

## Säsonger
| Säsong    | Avsnitt | Säsongsstart      | Säsongsavslutning |
| --------- | ------- | ----------------- | ----------------- |
| Säsong 1  | 11      | 6 oktober 2016    | 15 december 2016  |
| Säsong 2  | 15      | 7 september 2017  | 14 december 2017  |
| Säsong 3  | 12      | 15 februari 2018  | 3 maj 2018        |
| Säsong 4  | 15      | 23 augusti 2018   | 29 november 2018  |
| Säsong 5  | 13      | 17 januari 2019   | 11 april 2019     |
| Säsong 6  | 17      | 22 augusti 2019   | 12 december 2019  |
| Säsong 7  | 17      | 16 januari 2020   | 21 maj 2020       |
| Säsong 8  | 15      | 10 augusti 2020   | 19 november 2020  |
| Säsong 9  | 12      | 28 januari 2021   | 8 april 2021      |
| Säsong 10 | 15      | 2 september 2021  | 9 december 2021   |
| Säsong 11 | 12      | 24 februari 2022  | 12 maj 2022       |
| Säsong 12 | 12      | 15 september 2022 | 17 november 2022  |
| Säsong 13 | 14      | 2 februari 2023   | 27 april 2023     |
| Säsong 14 | 12      | 7 september 2023  | 23 November 2023  |
| Säsong 15 | 8       | 21 maj 2024       | 2024              |
| Säsong 16 | 16      | 5 September 2024  | 2024              |
| Säsong 17 | 12      | 6 februari 2025   | 24 april 2025     |